# Oneiric Diary (幻想日記)
『Oneiric Diary (幻想日記)』（オナイリックダイアリー (げんそうにっき)）は、女性アイドルグループIZ*ONEの3rdミニアルバムである。2020年6月15日にStone Music Entertainment、GENIE MUSICから発売された。

## 概要
本作は、「La Vie en Rose」、「Violeta」、「FIESTA」のフラワーシリーズに継ぐ新しいコンセプトのアルバムとなった。デビュー当初よりIZ*ONEのプロデューサーであったハン・ソンスがプロデューサーを退任後、初のアルバムとなる。本アルバムを発売することが2020年5月19日に発表され、6月1日にアルバム・トレーラーが公開された。
タイトル曲の「환상동화 (Secret Story of the Swan)」は1stミニアルバム『COLOR*IZ』のタイトル曲「La Vie en Rose」以来MosPickが作詞・作曲・編曲を担当し、韓国語で「幻想童話」の意であり、IZ*ONEの多彩な美しさを表現したシネマチックEDMダンス曲。IZ*ONE初となる、タイトル曲を含めた2曲の日本語バージョンの楽曲も収録された。本田仁美は「회전목마 (Merry-Go-Round)」と「Merry-Go-Round (Japanese Ver.)」、宮脇咲良・矢吹奈子は「幻想童話 (Secret Story of the Swan) (Japanese Ver.)」の作詞にそれぞれ参加した。「With*One」は、IZ*ONE初となる全メンバーの作詞の参加、そしてクォン・ウンビは作曲に参加した。

## 収録曲
| #         | タイトル                                                | 作詞                         | 作曲                                                           | 編曲                                                           | 時間  |
| --------- | ------------------------------------------------------- | ---------------------------- | -------------------------------------------------------------- | -------------------------------------------------------------- | ----- |
| 1.        | 「Welcome」                                             | MosPick                      | MosPick                                                        | MosPick                                                        | 1:25  |
| 2.        | 「환상동화」(Secret Story of the Swan)                  | MosPick                      | MosPick                                                        | MosPick                                                        | 3:12  |
| 3.        | 「Pretty」                                              | Bull$EyE, real-fantasy, 그린 | real-fantasy, Bull$EyE                                         | real-fantasy, Bull$EyE                                         | 3:19  |
| 4.        | 「회전목마」(Merry-Go-Round)                            | 本田仁美                     | 정호현 (e.one)                                                 | 정호현 (e.one)                                                 | 3:00  |
| 5.        | 「Rococo」                                              | KZ, 비오 (B.O.), PUYO        | KZ, HONEYSWEAT, 비오 (B.O.), PUYO                              | KZ, HONEYSWEAT                                                 | 3:13  |
| 6.        | 「With*One」                                            | IZ*ONE                       | Psycho Rabbit (クォン・ウンビ, チョン・ソンミン, シン・ヨンス) | Psycho Rabbit (クォン・ウンビ, チョン・ソンミン, シン・ヨンス) | 3:39  |
| 7.        | 「幻想童話 (Secret Story of the Swan) (Japanese Ver.)」 | MosPick, 宮脇咲良, 矢吹奈子  | MosPick                                                        | MosPick                                                        | 3:12  |
| 8.        | 「Merry-Go-Round (Japanese Ver.)」                      | 本田仁美                     | 정호현 (e.one)                                                 | 정호현 (e.one)                                                 | 3:00  |
| 合計時間: | 合計時間:                                               | 合計時間:                    | 合計時間:                                                      | 合計時間:                                                      | 24:00 |

## チャート成績

### 韓国
韓国音楽配信サービス大手のMelon音源リアルタイムチャートでは、2020年6月15日午後10時基準で1位となり、ジニー、バグス、ソリバダを含め韓国の四大音源リアルタイムチャートで首位となった。
また、ハントチャートでは初週セールスで38万9,334枚を記録し、歴代ガールズグループのアルバム初週セールス1位となった（集計期間：2020年6月15日 - 6月21日）。
音楽番組では、同年6月23日・30日放送の『THE SHOW』（SBS MTV）、6月24日放送の『SHOW CHAMPION』（MBC MUSIC）、6月25日放送の『M COUNTDOWN』（Mnet）、6月26日放送の『ミュージックバンク』（KBS 2TV）、6月27日放送の『ショー!音楽中心』（MBC）、6月28日放送の『SBS人気歌謡』（SBS）で1位を獲得し、7冠を達成した。